# Compañía Guipuzcoana

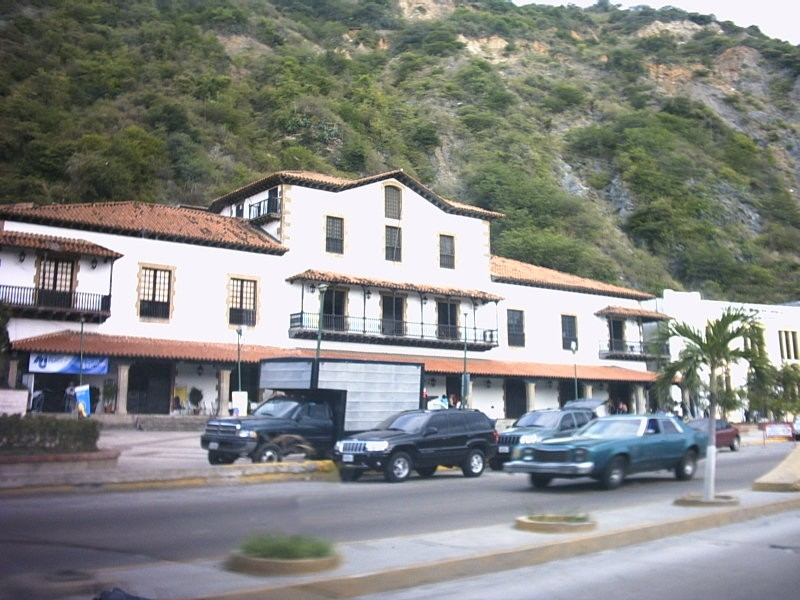
Edificio sede da Compañía Guipuzcoana em La Guaira, estado de Vargas.

A Real Compañía Guipuzcoana de Caracas foi constituída em 25 de setembro de 1728 pelo rei Felipe V, para establecer um esquema de intercãmbio comercial recíproco e exclusivo entre Madri e a Província da Venezuela, localizada no Vice-Reino de Nova Granada.